# Arbeitskreis Volkszahl-Register

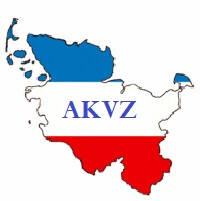
Logo des AKVZ

Der Arbeitskreis Volkszahl-Register (AKVZ) ist eine Gruppe von historisch Interessierten, ehrenamtlich Tätigen (gemeinnütziger, nicht eingetragener Verein).
Die Mitglieder und Mitarbeiter haben es sich zum Ziel gesetzt, die Ergebnisse der amtlichen, aber handschriftlichen Volkszählungsunterlagen der zurückliegenden 250 Jahre in die der heutigen Verkehrssitte entsprechenden lateinische Schrift zu übertragen und zu digitalisieren.
Dieses historische und personengeschichtliche Kulturgut ist für die interessierte Öffentlichkeit zugänglich und via Internet weltweit verfügbar.
Die erste großflächige Zählung fand 1769 lediglich im Herzogtum Schleswig statt (ohne Guts- und Klosterbezirke). Volkszählungen wurden durch die seinerzeitigen Regierungen veranlasst und erstmals flächendeckend im Jahre 1803 in den gesamten Herzogtümern Schleswig und Herzogtum Holstein durchgeführt (erste allgemeine Volkszählung in Schleswig-Holstein). Im Jahre 1819 auch in dem Fürstentum Lübeck und dem Groß-Herzogtum Mecklenburg, bestehend aus dem Herzogtum Mecklenburg-Schwerin und dem Herzogtum Mecklenburg-Strelitz. Die letzten erhaltenen Volkszahl-Register dieser Norddeutschen Region datieren aus dem Jahre 1864. Alle Personenlisten der später, in der preußischen Provinz Schleswig-Holstein durchgeführten Erhebungen wurden unmittelbar nach deren statistischer Auswertung durch die Berliner Zentral-Regierung vernichtet. Als einzige Ausnahme hiervon kann für Schleswig-Holstein die von der britischen Besatzungsmacht im Jahre 1946 durchgeführte Volkszählung angesehen werden.
Der überwiegende Teil der Erfassung 1769 ist verschollen. Die Erfassungslisten der Volkszählungen von 1803 bis 1864 sind fast vollständig in den Staats- bzw. Landesarchiven in Schleswig, Kopenhagen, Hamburg, Oldenburg und Schwerin bewahrt.
Hier setzt die Arbeit des AKVZ an: Diese Archivalien, in handschriftlicher alter Kurrentschrift, werden durch den AKVZ in die jetzt gebräuchliche lateinische Schrift transkribiert und in eine Datenbank eingespeist. Seit der Gründung des Arbeitskreises im Jahre 2002 haben es mehr als 200 Mitarbeiter des AKVZ geschafft, rund 4.800 Volkszählungen mit über 2.650.000 Personen-Datensätzen verfügbar zu machen (Stand: 1. Oktober 2023).

## Ziele
- Die Volkszahl-Register in eine heute lesbare Schrift zu übertragen (transkribieren) und in digitalisierter Form als Datenbank im Internet verfügbar zu machen.
- Die interdisziplinäre Zusammenarbeit der historischen und genealogischen Forschungen zu fördern.

## Kooperationspartner des AKVZ
Archiv:
- Landesarchiv Schleswig-Holstein
- Reichsarchiv Kopenhagen
- Staatsarchiv der Freien und Hansestadt Hamburg
- Staatsarchiv Oldenburg
- Landeshauptarchiv Schwerin
- Dansk Data Arkiv
- Genealogical Society of Utah

Historische Forschung:
- Arbeitskreis für Wirtschafts- und Sozialgeschichte Schleswig-Holsteins
- Verein für Schleswig-Holsteinische Kirchengeschichte